# Spengler Cup 1926
Der Spengler Cup 1926 (französisch Coupe Spengler 1926) war die vierte Auflage des gleichnamigen Wettbewerbs und wurde im Dezember 1926 und Januar 1927 im Schweizer Luftkurort Davos durchgeführt. Als Spielstätte fungierte das dortige Eisstadion.
Das Finalspiel wurde aufgrund Schneefalls am 5. Januar 1927 wiederholt. Der Berliner SC gewann zum zweiten Mal nach 1924 den Spengler Cup.

## Turnierverlauf
|  | Cambridge University | 3:2 | Canadiens de Paris | Eisstadion Davos, Davos |

|  | HC Davos | 2:0 | SC Riessersee | Eisstadion Davos, Davos |

|  | SC Riessersee | 1:0 | Oxford University | Eisstadion Davos, Davos |

|  | Berliner SC | 2:1 | Cambridge University | Eisstadion Davos, Davos |

|  | Berliner SC | 4:1 | Canadiens de Paris | Eisstadion Davos, Davos |

|  | HC Davos | 2:1 | Oxford University | Eisstadion Davos, Davos |

### Spiel um Platz 3
| 30. Dezember 1926 | Cambridge University | 2:1 | SC Riessersee | Eisstadion Davos, Davos |

### Final
| 31. Dezember 1926 | HC Davos | 5:5 (1:3, 2:0, 2:2) | Berliner SC | Eisstadion Davos, Davos |

### Wiederholung Final
| 5. Januar 1927 | HC Davos | 1:2 | Berliner SC | Eisstadion Davos, Davos |

## Kader
| Berliner Schlittschuhclub | Hermann Andresen / Walter Sachs – Max Holsboer / Lawrence Roche – Gustaf Johansson – Nils Molander ; Gustav Jaenecke. |
| HC Davos                  | Erhard Hügli / Luzius Rüedi – Albert Geromini / Albert Rudolph – Fritz Kraatz – Alexander Spengler ; Heini Meng.      |
| Cambridge University      | Bill Anderson / Cecil Wylde – Jim Breckenridge / Irving Pratt – Sam Ferguson – Murray Forbes.                         |
| SC Riessersee             | Matthias Leis / Hans Schmid – Franz Kreisel / Marquard Slevogt – Martin Schröttle – Alex Gruber ; Fritz Rammelmayr.   |
| Canadiens de Paris        | Roy / Wright, Comeau / Latour, Pairchand, O’Donnell, Magnan.                                                          |
| Oxford University         | Henessy / Brodie, Corry / Clarence Campbell, Arthur Johnson, Livingston, Mellaud, Allard.                             |